# Hans-Günter Bruns
Hans-Günter Bruns (Mülheim an der Ruhr, 15 de novembro de 1954) é um ex-futebolista profissional alemão que atuava como meia.

## Carreira
Bruns não se inscreveu em um clube de futebol de sua cidade natal até os 11 anos, tendo passado muitos anos jogando futebol na rua. Aos 17, mudou-se para o Schalke 04.
Na Bundesliga, ele foi de 1973 a 1990 para o Schalke 04, SG Wattenscheid 09, Fortuna Dusseldorf e Borussia Mönchengladbach. Em seus primeiros anos como profissional, jogou no meio-campo, mais tarde principalmente na posição Libero. Em 1979, integrou a equipa do Borussia Mönchengladbach, vencedor da Copa da UEFA, e marcou a caminho das finais frente ao Estrela Vermelha de Belgrado, da qual não participou, um gol frente ao Benfica e ao Manchester City. Em 1980 foi o vencedor da Copa da Alemanha com o Fortuna Dusseldorf, em 1984 perdeu com o Borussia Mönchengladbach na final da mesma competição para o FC Bayern Munique  nos pênaltis.
Bruns é responsável por um dos gols mais famosos da história da Bundesliga. Na temporada 1983/84, ele ocorreu em Munique no jogo contra o Bayern com uma corrida individual passando pelo time adversário atrás de todo o campo. Seu chute acertou a trave interna esquerda, a bola rolou na linha do gol até a trave direita e saltou de lá para o campo, onde a defesa do Munique poderia então se livrar.

## Seleção
Hans-Günter Bruns integrou a Seleção Alemã-Ocidental de Futebol na Eurocopa de 1984, na França.

## Títulos
Borussia Mönchengladbach
- Copa da UEFA: 1978–79

Fortuna Düsseldorf
- Copa da Alemanha: 1979–80